# Dead God
Dead God  è il secondo EP da solista di Tim Sköld. I demo dell'album furono rubati da dei ladri direttamente dal bus di Skold durante un suo tour e le copie furono messe in vendita su Internet. Attualmente si conoscono solo 6 tracce presenti nel demo.

## Tracce
1. Don't Pray For Me
2. The Point
3. Dead God
4. Believe
5. I Hate
6. Burn